# Steve Irwin (2007)
El MY Steve Irwin fue el buque principal de la Sea Shepherd Conservation Society.
Tiene capacidad para un helicóptero de tamaño reducido y una tripulación de unos 43  hombres. Por muchos años fue dirigido por el líder histórico de la organización; capitán Paul Watson.
Antes llamado MV Robert Hunter, posteriormente fue renombrado con el nombre del conservacionista australiano Steve Irwin fallecido el 4 de septiembre de 2006.

## Función principal
La función principal del MY Steve Irwin es, igual que los otros dos buques de la flota (RV Robert Hunter y la RV Sirenian), la de entorpecer las tareas de los balleneros, especialmente los japoneses. Afirman regirse por la Carta Mundial de las Naciones Unidas para la Naturaleza (1982) y otras leyes que protegen a las especies marinas y sus entornos.